# Avilés (Lorca)
Avilés es una pedanía del municipio de Lorca en la Región de Murcia, España perteneciente a las denominadas "Tierras Altas" con una población de 240 habitantes. Su economía se basa en la agricultura (almendro, vid y cereales). Se elabora un excelente vino artesanal. En sus cercanías se encuentra la Sierra del Cambrón.
Como algunas otras diputaciones vecinas su historia está ligada al devenir del territorio de Coy, al que estuvo administrativamente unido durante siglos hasta que en los años 60, Avilés consiguió su independencia.
La pedanía de Avilés se sitúa al norte del municipio, por lo que forma parte de ese grupo de pedanías al que se conoce como "pedanías altas" y posee un núcleo de población que aglutina la casi totalidad de sus habitantes. El cultivo de la vid, así como el del almendro, y en menor medida los cereales y el olivo componen el sector productivo agrícola de la zona, donde la elaboración artesana del vino es una actividad notable.
Posee una superficie de 45,79 kilómetros cuadrados que se encuentran habitados con una densidad de 5,24 habitantes por kilómetro cuadrado, por un total de 240 personas, de las que más del 54% son mujeres. La evolución de la población desde 1992 nos muestra un núcleo en clara regresión poblacional, con una pérdida de más de 170 habitantes en 31 años, algo más del 42%.
Hasta Avilés llegamos por la carretera comarcal 3211, de la que tras atravesar La Paca encontramos una desviación que después de recorridos 6 km. nos lleva al núcleo de Avilés. Todo el recorrido se realiza a través de tierras cultivadas de vid, olivo, y almendro, así como cereales, que constituyen el secano lorquino.
Datos de Interés:
N.º de habitantes: 240
km²: 45.79
Parajes y lugares:
- Aldea
- Las Canalejas
- La Cañada
- Las Cuevas
- El Pardo
- La Sierra
- Centro Social de Avilés[2]
- Iglesia de San Nicolás de Bari de Avilés[3]